# Shenae Grimes-Beech
Pour les articles homonymes, voir Grimes.
Shenae Grimes-Beech, née le 24 octobre 1989 à Toronto (Ontario), est une actrice américano-canadienne. 
Elle se fait connaître, à la télévision, d'abord par le rôle de Darcy Edwards dans la série dramatique canadienne Degrassi : La Nouvelle Génération (2004-2008), ainsi que par le rôle d'Annie Wilson dans la série dramatique américaine 90210 Beverly Hills (2008-2013), puis elle confirme dans le rôle de Jacqueline Cooper dans la série The Detail (2018-2019).

## Biographie

### Jeunesse et formation
Originaire de Toronto, dans la province de l'Ontario, Shenae est irlandaise du côté de son père, et italienne du côté de sa mère. Elle a deux frères et une demi-sœur plus jeune ; Aiden, Liam et Maya. 
A l'âge de neuf ans, elle a été enlevée à Toronto et a réussi à s'échapper au bout de six heures après avoir trouvé de l'aide. Les agents de police découvrirent, par la suite, des armes ainsi que plusieurs kilos de drogue dans la voiture du ravisseur.
Elle a étudié aux écoles Forest Hill Public School, Forest Hill Collegiate Institute ainsi qu'à la City Academy. Elle est également allée à l'école Toronto's Fashion Television.

### DeDegrassià90210

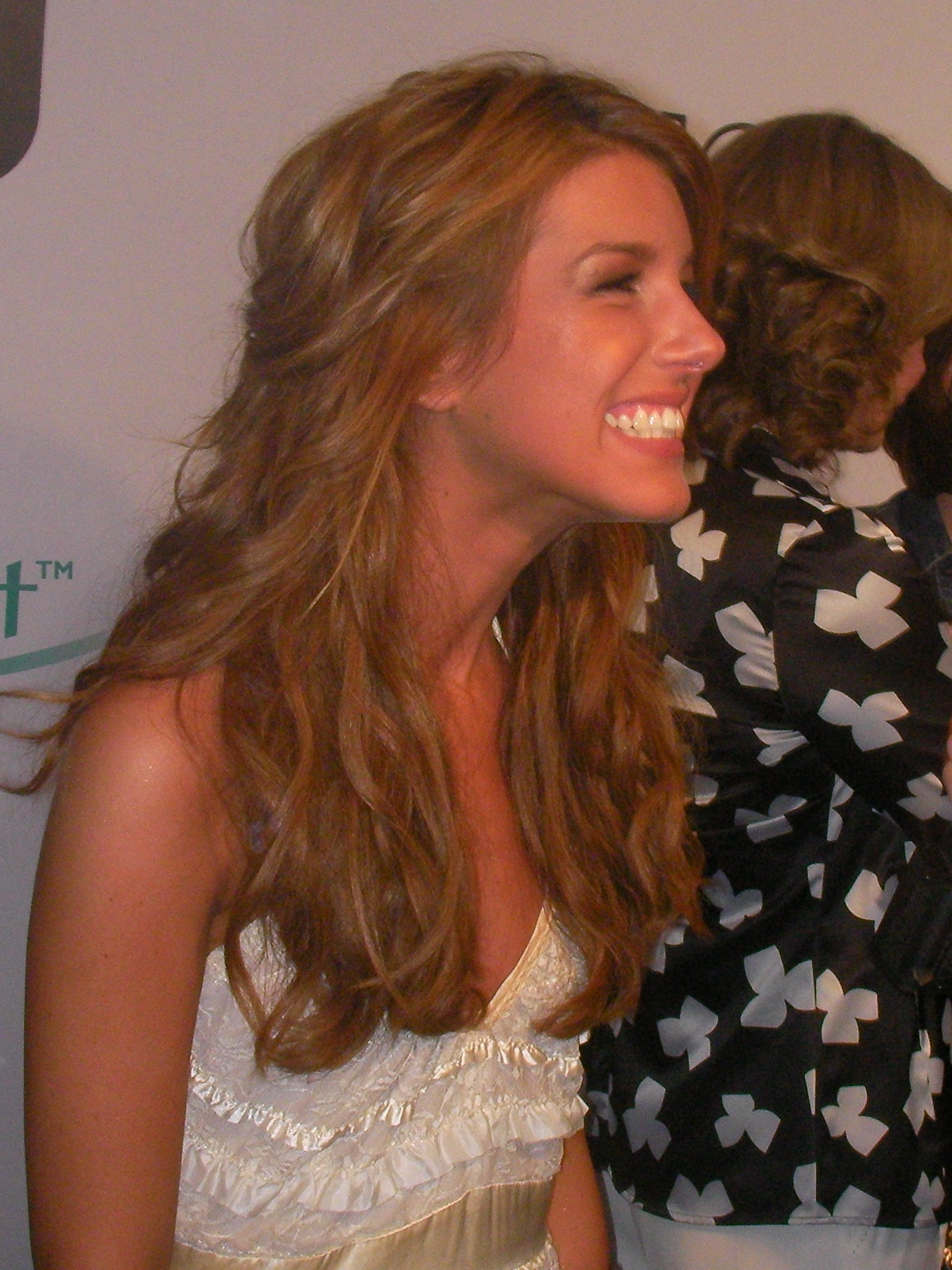
Lors de l'avant première de la saison 1 de 90210 Beverly Hills : Nouvelle Génération, en 2008, à Malibu.

En 2004, Shenae débute en décrochant son premier grand rôle à l'âge de 14-15 ans, dans la série dramatique canadienne Degrassi : La Nouvelle Génération. Il s'agit d'un spin-off de la série télévisée Les Années collège(ou Degrassi au Québec) diffusée de 1987 à 1991 au Canada. Elle était d'ailleurs fan de ce show ce qui la poussa à passer les castings aux côtés de Jake Goldsbie.  
En 2006, elle est promue et intègre la liste des personnages principaux. L'année suivante, elle remporte un Prix Gemini d’interprétation.   
En 2008, elle s'installe à Los Angeles, en Californie, et quitte la distribution principale de Degrassi, après avoir décroché le rôle d'Annie Wilson, le personnage central de la nouvelle série dramatique américaine 90210 Beverly Hills : Nouvelle Génération. Il s'agit d'un spin-off de la série considérée comme culte, Beverly Hills 90210 (1990-2000). Initialement, le réseau de diffusion The CW Television Network, envisage Hilary Duff dans le rôle mais cette dernière décline l'offre et la production se tourne alors vers Grimes. La série révèle notamment AnnaLynne McCord, Jessica Stroup et Matt Lanter. 
Dans le même temps, Shenae a joué dans les téléfilms : Mon père, cet espion (2008) avec Ashley Tisdale et Lauren Collins, et la romance Confessions d'une star (2008) avec la chanteuse JoJo. 

En 2009, Shenae a été classée dans la liste des « Plus belles femmes au monde » par le magazine People. Elle est également apparue dans le clip All You Did Was Save My Life du groupe Our Lady Peace. 

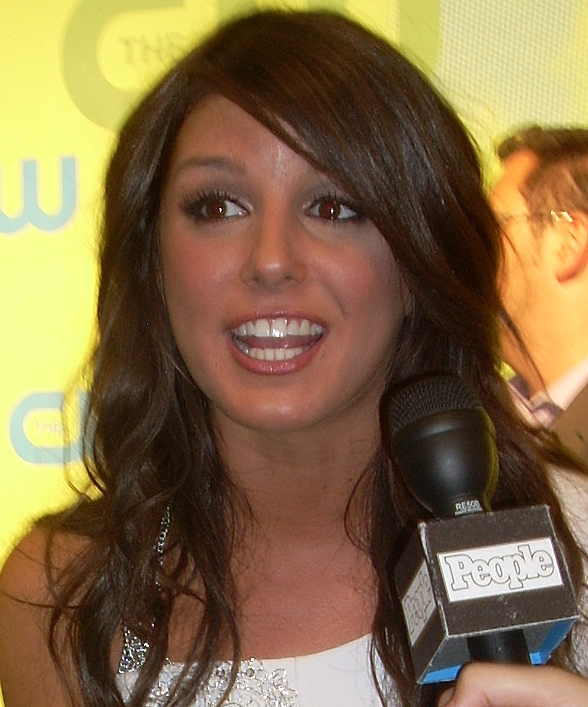
En 2009, lors d'une soirée organisée par The CW.

En 2010, l'actrice est en compétition pour le Teen Choice Awards de la meilleure voleuse de vedette. Un prix finalement attribué à Hilary Duff pour Gossip Girl. Cette année-là, elle a écrit et réalisé le clip de sa chanson Myself and I dans lequel son partenaire dans 90210 Beverly Hills : Nouvelle Génération, Ryan Eggold, joue le rôle principal. 
En 2011, elle est l'un des nombreux caméo de la scène d'introduction du film d'horreur Scream 4, aux côtés d'une autre actrice révélée par la télévision, Lucy Hale. Cette même année, afin d'apporter son aide aux Japonais victimes du séisme et du tsunami, elle lance la campagne Spread The Heart.  
En mai 2011, Shenae a suivi un stage de six semaines à New York avec le célèbre magazine américain, Teen Vogue,. En fin d'année 2011, Shenae a réalisé le clip Are You Happy Now? du groupe Megan and Liz.
90210 s'achève en 2013 au bout de cinq saisons. Cette-année là, elle joue un petit rôle dans le drame Empire State avec Liam Hemsworth, Dwayne Johnson et Emma Roberts. Elle a, cependant, le premier rôle, dans le drame indépendant Sugar.

### Téléfilms et diversification

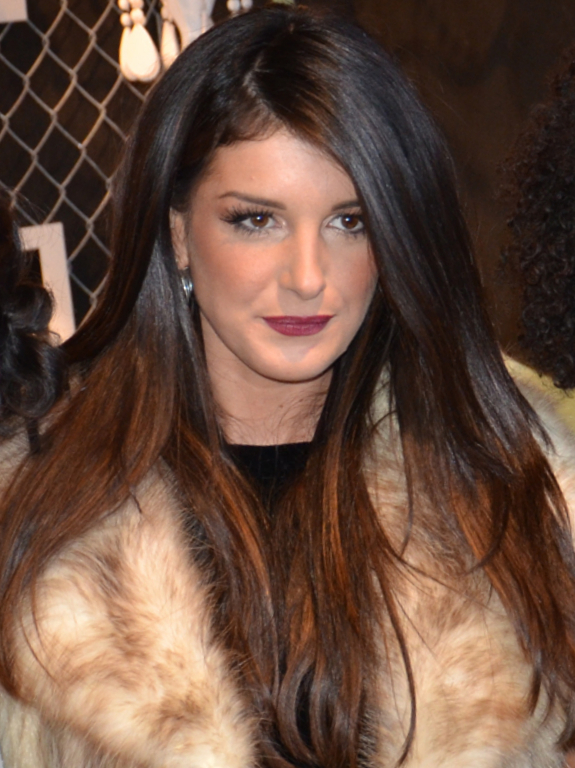
Lors de la New York Fashion Week 2012.

L'actrice va poursuivre sa carrière, essentiellement à la télévision, et enchaîner notamment les premiers rôles dans des unitaires.
En 2014, elle est en quête de vérité face à Keegan Allen dans le téléfilm américain Initiation mortelle. L'année suivante, elle est la vedette du téléfilm hivernal, Ma petite entreprise de Noel aux côtés de Steve Lund. Elle co-anime l'émission de divertissement POPSUGAR Now, qui aborde des thèmes actuels autour du monde du cinéma, de la télévision, des célébrités et de la mode. 
Dans le même temps, comme d'autre stars du petit écran, elle s'aventure dans le monde de la mode en créant sa propre ligne de vêtements et de bijoux, éphémère, Two Halves en collaboration avec son mari.  
En 2016, elle est à l'affiche de deux téléfilms canadiens : la romance Coup de foudre avec une star avec Bailee Madison et, dans un rôle plus tourmenté, le thriller Les secrets de mon mari dont l'actrice garde un excellent souvenir. La même année, elle lance son propre blog de mode appelé Lost in Lala, elle co-fonde une boîte de production de produits de beauté, The Badass Box et lance sa chaîne YouTube.
En 2017, elle partage l'affiche avec Tyler Hynes du drame Mécanique amoureuse et elle fait un retour progressif aux séries télévisées en acceptant de jouer dans un épisode en tant que guest-star dans la série iZombie. Elle porte aussi le film d'horreur indépendant Blood Honey. 
En 2018, elle est l'héroïne de The Rake, un thriller horrifique avec Izabella Miko. Mais son actualité est surtout marquée par le fait qu'elle accepte de réintégrer une distribution principale pour la série canadienne policière The Detail,. La série raconte la vie de jeunes policières dont la vie personnelle fait de l'ombre aux exploits professionnels,. L'actrice s'est dit enthousiaste à l'idée de jouer son premier rôle régulier dans un univers plus adulte, loin des productions destinées aux jeunes publics qui l'ont révélé. Cependant, la série est annulée au bout d'une saison.

### Vie privée
Depuis mars 2012, Shenae partage la vie du mannequin et musicien britannique, Joshua William "Josh" Beech (né le 26 décembre 1985). Ils se fiancent neuf mois plus tard, en décembre, puis se marient le 10 mai 2013 à Ashford, en Angleterre. Le couple a deux enfants, une fille Bowie Scarlett Beech (née le 27 septembre 2018) et un fils Kingsley Taylor Beech (né le 13 août 2021). 
En décembre 2019, Shenae et son mari ont tous deux obtenu la nationalité américaine.

## Filmographie

### Cinéma

#### Longs métrages
- 2008 : The Cross Road d'Alexandra Thompson : Bridget
- 2009 : Dead Like Me : Life After Death de Stephen Herek : Jennifer Hardick
- 2011 : Scream 4 de Wes Craven : Trudie Harrold
- 2013 : Empire State de Dito Montiel : Eleni
- 2013 : Sugar de Rotimi Rainwater : Sugar
- 2017 : Blood Honey de Jeff Kopas : Jenibel Heath
- 2018 : The Rake de Tony Wash : Ashley

### Télévision

#### Téléfilms
- 2005 : Shania: A Life in Eight Albums de Jerry Ciccoritti : Eilleen Twain de 13 à 16 ans
- 2008 : Mon père, cet espion / Ma folle journée en vidéo (Picture This) de Stephen Herek : Cayenne
- 2008 : Confessions d'une star (True Confessions of a Hollywood Starlet) de Tim Matheson : Marissa Dahl
- 2014 : Initiation mortelle (A Hazing Secret) de Jonathan Wright : Megan Harris
- 2015 : Ma petite entreprise de Noël (Christmas Incorporated) de Jonathan Wright : Riley Vance
- 2016 : Meurtres en famille / Métal brûlant (White Hot) de Mark Jean : Sara Hoyle
- 2016 : Coup de foudre avec une star (Date with Love) de Ron Oliver : Alex Allen
- 2016 : Les secrets de mon mari (Newlywed and Dead) de Penelope Buitenhuis : Kristen Ward
- 2017 : Mécanique amoureuse (The Mechanics of Love) de David Weaver : Matti Dupree

#### Séries télévisées
- 2004-2008 : Degrassi : La Nouvelle Génération : Darcy Edwards (60 épisodes)
- 2005 : Biography : Shania Twain, adolescente (1 épisode)
- 2005 : Kevin Hill : Katie Lassman (1 épisode)
- 2005 : The Power Strikers : Alexa Watson (pilote non retenu)
- 2005-2007 : La Vie selon Annie : Arden Alcott (15 épisodes)
- 2005-2007 : Degrassi: Minis : Darcy Edwards (9 épisodes)
- 2006 : Skater Boys : Stacy (1 épisode)
- 2007 : 72 Hours: True Crime : Une adolescente (1 épisode)
- 2007 : Buzz Mag : Rebecca Harper (1 épisode)
- 2008-2013 : 90210 Beverly Hills : Nouvelle Génération : Annie Wilson (114 épisodes)
- 2017: IZombie : Piper (saison 3, épisode 7)
- 2018 : The Detail : Détective Jacqueline Cooper (10 épisodes)

### En tant que réalisatrice
- 2010 : Myself and I (clip vidéo, également productrice et scénariste)

## Distinctions
Sauf indication contraire ou complémentaire, les informations mentionnées dans cette section proviennent de la base de données IMDb.

### Récompenses
- Prix Gemini 2007 : meilleure performance dans une série télévisée pour Degrassi: La Nouvelle Génération
- Monaco International Film Festival : meilleure distribution pour The Cross Road

### Nominations
- Young Artist Awards 2006 : meilleure jeune distribution dans une série télévisée pour Degrassi: La Nouvelle Génération
- 12e cérémonie des Teen Choice Awards 2010 : meilleure voleuse de vedette dans une série télévisée pour 90210